# 하나 소우쿠포바
하나 소우쿠포바(Hana Soukupová, 1985년 12월 18일 ~ )는 체코의 모델이다.